# Whiskey irlandese
Il whiskey irlandese (Irish whiskey) è una bevanda alcolica ottenuta dalla distillazione di orzo maltato e non maltato con eventuale aggiunta di altri cereali. Appartiene alla famiglia dei whisky.

## Caratteristiche
Il whiskey irlandese si ottiene da acqua, vari cereali maltati e non, lieviti selezionati e si caratterizza, rispetto allo Scotch whisky, dal fatto di subire tre distillazioni anziché due. Si producono blended (miscela di distillati di vari cereali) e single malt (ottenuti da solo orzo maltato). Il tipico whiskey irlandese è il "Pot still irish whiskey", ottenuto da una miscela di orzo e orzo maltato (complessivamente minimo il 95%), composta da minimo il 30% di orzo e 30% di orzo maltato.
Un'ulteriore differenza tra l'Irish e lo Scotch whisky la si può identificare nel processo di maltaggio (malting) in quanto i forni per l'essiccazione a torba in Irlanda sono tendenzialmente "chiusi" e cioè non lasciano passare il fumo prodotto dalla torba. Viene a volte utilizzata antracite, che, contenendo pochi materiali volatili, non produce fumo. L'avena è solo schiacciata e non macinata e al termine dell'infusione il mosto viene fatto passare attraverso le bucce di avena che sono precipitate sul fondo del tino, acquistandone il gusto. La distillazione avviene solo in alambicchi tradizionali, ma di grandi dimensioni, fino a 75 m³. È inoltre più spinta e il whiskey, prima di essere miscelato con acqua, arriva a 86 gradi alcolici. Viene per legge fatto invecchiare almeno tre anni, perlopiù in botti usate che hanno contenuto bourbon o Sherry.
Anche se da qualche anno esistono Irish whiskey blended, il vero whiskey irlandese è puro, colorato al caramello e allungato con acqua distillata sino a raggiungere i 40 gradi alcolici. I whiskey irlandesi sono quindi caratterizzati da un gusto più dolce e morbido rispetto a quelli scozzesi e subiscono cambiamenti di aroma molto meno marcati durante l'invecchiamento. Spesso gli irish whiskey più invecchiati vengono utilizzati per la produzione di un tipico liquore irlandese di sapore dolce chiamato Irish Mist (miscela di miele, erbe e altri liquori).

## Marchi
Alcuni degli irish whiskey più conosciuti sono Bushmills (prodotto nell'Irlanda del Nord), Jameson, Paddy, Powers, Tullamore Dew, Connemara (dal gusto fortemente torbato), Midleton Very Rare, Clontarf.
Dopo una chiusura durata cinquanta anni, nel 2007 e nel giorno del suo 250º anniversario, la Distilleria Kilbeggan ha ricominciato la produzione del suo Irish Whiskey, disponibile solo dal 2014.